# Stazione di Nuova Delhi
La stazione di Nuova Delhi (in hindi नई दिल्ली रेलवे स्टेशन) è la principale stazione ferroviaria a servizio della capitale indiana. È gestita dalla Indian Railways.